# گرولیر
گرولیر (به انگلیسی Grolier) یکی از بزرگ‌ترین ناشران آمریکایی دایرةالمعارف‌های عمومی، از جمله کتاب دانش (۱۹۱۰)، کتاب جدید دانش (۱۹۶۶)، کتاب جدید علوم عامه‌پسند (۱۹۷۲)، دانشنامه آمریکانا (۱۹۴۵)، دانشنامه آکادمیک آمریکایی (۱۹۴۵) بود. ۱۹۸۰)، و تجسم‌های متعددی از یک دایرةالمعارف CD-ROM (1986 – 2003).

## بازی‌های ویدیویی
در سال ۱۹۸۲، Grolier یک شرکت تابعه به نام Grolier Electronic Publishing Inc. Grolier Electronic Publishing Inc. به Grolier Interactive Inc تغییر نام داد. در فوریه ۱۹۹۶. آنها دایرةالمعارف‌های الکترونیکی برای آمیگا و بازی‌های ویدئویی برای داس، ویندوز، مکینتاش و پلی استیشن ساختند.
بازی‌های ویدئویی که منتشر کردند عبارتند از:
| نام                                             | پلت فرم (های)      | تاریخ انتشار   |
| ----------------------------------------------- | ------------------ | -------------- |
| غرب قدیمی وایات ارپ                             | ویندوز، مکینتاش    | اکتبر ۱۹۹۴     |
| قاتل گلدن گیت                                   | ویندوز، مکینتاش    | ۱۹۹۵           |
| Terror TRAX: Track Of The Vampire               | DOS                | ۱۹۹۵           |
| پرونده قتل SFPD: بدن در خلیج                    | ویندوز             | ۱۹۹۵           |
| گلف چالش نهایی گرگ نورمن                        | ویندوز             | ۳۱ ژانویه ۱۹۹۶ |
| جنگجویان زمان                                   | داس، ویندوز        | ۱۹۹۷           |
| باگ بانزای                                      | ویندوز             | ۱۹۹۷           |
| قاتل کامل                                       | ویندوز، پلی استیشن | نوامبر ۱۹۹۷    |
| بیگانه سالاری                                   | ویندوز، پلی استیشن | ۱۹۹۸           |
| V2000 (همچنین به عنوان ویروس ۲۰۰۰ شناخته می‌شود) | ویندوز، پلی استیشن | اکتبر ۱۹۹۸     |
| اصغان: اژدها کش                                 | ویندوز             | دسامبر ۱۹۹۸    |
| مسابقه تانک                                     | ویندوز، پلی استیشن | ۲۶ مارس ۱۹۹۹   |

زمانی که Grolier توسط Scholastic خریداری شد، Grolier Interactive انتشار بازی‌های ویدیویی را متوقف کرد.